# 76e division de fusiliers (2e formation)
Pour les articles homonymes, voir 76e division.
La 76e division de fusiliers (en russe : 76-я стрелковая дивизия, abrégé en 76 сд), est une grande unité d'infanterie de l'Armée rouge pendant la Seconde Guerre mondiale. Créée en avril 1943, elle est dissoute en juin 1945.

## Historique
Une première 76e division de fusiliers, créée en Arménie, devient fin 1942 la 51e division de fusiliers de la Garde.
La nouvelle 76e division de fusiliers est formée en avril 1943 dans le district militaire de Moscou, à partir de la 87e brigade de fusiliers,.
Après sa formation, elle est constituée des unités suivantes :
- 93e régiment de fusiliers,
- 207e régiment de fusiliers,
- 216e régiment de fusiliers,
- 80e régiment d'artillerie.

La division est affectée en juillet à la 21e armée du front de l'Ouest.
La division reçoit le 31 août 1943 le titre honorifique Ielniaskaïa (Ельнинская, « de Ielnia ») pour son action dans la libération de cette ville. Elle reçoit l'ordre du Drapeau rouge le 23 juillet 1944 après la libération de Kovel. Elle est décorée de l'ordre de Souvorov, 2e classe, le 31 octobre 1944 après la prise de la forteresse de Praga. La division reçoit le titre honorifique Varchavskaïa (Варшавская, « de Varsovie ») le 19 février 1945.
Par ordre no 11095 de la Stavka daté du 29 mai 1945, la division reçoit l'ordre d'être dissoute sur place, au sein du groupe des forces soviétiques en Allemagne.